# Brezovec pri Polju
Brezovec pri Polju este o localitate din comuna Podčetrtek, Slovenia, cu o populație de 97 de locuitori.